# Бёрд, Харли
Харли Бёрд (англ. Harley Bird; урожд. Харли Рили англ. Harley Riley; род. 13 декабря 2001) — британская актриса и актриса озвучивания. В настоящее время является третьим по счёту голосом Свинки Пеппа в одноимённом мультсериале.

## Ранняя и личная жизнь
Бёрд родилась в Рочдейле, в Большом Манчестере под именем Харли Рили. Вместе со своими родителями, Джилл и Крэйг Рили проживала в Тринге, в графстве Хартфордшир. Является вторым ребёнком из четверых детей и имеет двух сестёр — Тейлор и Оливию, а также брата Роско. Сначала она посещала Tring Park School for the Performing Arts, где обучалась по программе Tring Park Associates programme, а затем пошла в основную школу и на данный момент обучается в Pipers Corner School.

## Биография
В возрасте 5 лет она подписала контракт с агентством Alphabet Kidz Talent Agency. Спустя месяц она получила роль Пеппы в детском мультсериале «Свинка Пеппа», заменив предыдущих актрис озвучивания Лили Сноуден-Файн и Сесилию Блум. Озвучивала главного персонажа на протяжении третьего и четвёртого сезона. Также озвучила Пеппу в благотворительной телепередаче «Нуждающиеся дети» и в других телешоу. Увлекается кикбоксингом.
Участвовала во многих теле- и радиопостановках, в частности на шоу CBBC Newsround и дала интервью в образе свинки Пеппы на шоу BBC Radio One «Шоу Криса Мойлеса». Харли стала самым молодым победителем премии British Academy Film Awards, а в 2011 году получила премию British Academy Children's Awards за роль свинки Пеппы. Была номинирована на премию Independent Film Awards 2013 в номинации «Самый многообещающий дебют».
Ранее в 2009 году она снялась в короткометражном фильме «Блюберри» в роли Дейзи, который выиграл приз зрительских симпатий на независимом кинофестивале. Также в 2013 году появилась в качестве гостя дискуссии в телешоу «Мой пёс съел домашнее задание». Снялась в роли Пайпер в фильме «Как я теперь люблю» вместе с Сиршей Ронан. Режиссёром выступил Кевин Макдональд. Премьера состоялась в 2013 году. В настоящее время озвучивает главную роль Сэмми в webisode-сериале Disney Channel, Итак, Сэмми.

## Фильмография
| Год       | Название                     | Роль               | Примечания                      |
| --------- | ---------------------------- | ------------------ | ------------------------------- |
| 2007—2020 | Свинка Пеппа                 | Пеппа              | Озвучка                         |
| 2009      | Блюберри                     | Дейзи              | Короткометражка                 |
| 2013      | Как я теперь люблю           | Пайпер             | Фильм                           |
| 2013      | Пёс съел мою домашнюю работу | Участник дискуссии |                                 |
| 2014      | Доктор Кто                   | Руби               | Эпизод: «В лесу ночном»         |
| 2017      | Итак, Сэмми                  | Сэмми              | Мини-сериал производства Disney |